# Monkonosaurus
Monkonosaurus ist eine nur spärlich bekannte Gattung der Vogelbeckendinosaurier aus der Gruppe der Stegosauria. Er war der erste in Tibet entdeckte Dinosaurier.
Die Funde beschränken sich auf zwei Wirbel, Teilen des Beckens und drei Knochenplatten. Diese für alle Stegosaurier typischen Knochenplatten waren groß und dünn und ähneln denen von Stegosaurus. Über die Anordnung der Platten ist nichts bekannt. Anhand der Funde wurde errechnet, dass Monkonosaurus eine Länge von rund 5 Metern erreichte. Er war damit ein eher kleiner bis mittelgroßer Stegosaurier. 
Die Fossilien wurden in der Lura-Formation in Tibet gefunden und nach der Region Monko benannt. Sie werden in den Oberjura datiert. Einzige Art und damit Typusart ist Monkonosaurus lawulacus.